# División de seguridad (Wehrmacht)
Las Divisiones de Seguridad (en alemán: Sicherungs-Divisionen) eran unidades militares alemanas de la zona de retaguardia que participaban en la guerra de seguridad nazi durante la Segunda Guerra Mundial.

## Historia y organización
Las divisiones de seguridad de la Wehrmacht se crearon a principios de 1941 y estaban destinadas a realizar tareas de vigilancia, seguridad y contrainsurgencia en la zona de retaguardia de los principales ejércitos alemanes, bajo la dirección del respectivo mando del área de retaguardia del ejército, o Korück. Fueron organizadas a partir de divisiones que se plantearon inicialmente en la tercera ola de movilización, siendo estas antiguas divisiones Landwehr en gran parte dirigidas por reservistas de segunda línea.
Como unidades de apoyo, estaban comparativamente mal equipadas y, a menudo, estaban formadas por hombres que en su mayor parte no eran aptos para el servicio de primera línea debido a la edad o falta de habilidad. Al igual que varios guardias (Landesschützen) y batallones de la policía, se suponía que las divisiones debían contar con un regimiento estándar de tropas, más un destacamento de artillería, como "fuerza de ataque", aunque en la práctica esto se usaba a menudo para el servicio en primera línea según se dieran las circunstancias. En muchos casos, estas Divisiones de Seguridad también incluían batallones de soldados ucranianos, rusos o franceses, así como una unidad de tanques extranjeros capturados. Su organización exacta varió ampliamente entre las formaciones individuales y durante el curso de la guerra (véase la 286.ª División de Seguridad).
Muchas de las Divisiones de Seguridad se lanzaron al servicio de primera línea durante las principales ofensivas soviéticas de 1944, como la Operación Bagration, y fueron destruidas durante las ofensivas. Algunas fueron reconstruidas como divisiones de infantería estándar debido a la escasez crónica de hombres de la Wehrmacht en este período.

## Crímenes de laWehrmachty número de Divisiones de Seguridad
Las Divisiones de Seguridad de la Wehrmacht fueron responsables de una gran cantidad de crímenes de guerra y, en muchos casos, de programas sistemáticos de represión contra la población civil. Esto ocurrió especialmente en el Frente Oriental, particularmente en las Zonas de Retaguardia del Grupo de Ejércitos Centro, donde actuaron con extrema brutalidad. El historiador británico Ian Kershaw concluye que el deber de la Wehrmacht era garantizar que las personas que cumplían con los requisitos de Hitler para ser parte del Herrenvolk ario ("raza maestra aria") tuvieran espacio vital. Él escribió que:
La revolución nazi fue más amplia que el Holocausto. Su segundo objetivo era eliminar a los eslavos de Europa central y oriental y crear un Lebensraum para los arios. Como muestra Bartov (El Frente del Este; Ejército de Hitler), barbarizó a los ejércitos alemanes en el frente del Este. La mayoría de sus tres millones de hombres, desde generales hasta soldados comunes, ayudaron a exterminar a soldados y civiles eslavos capturados. Esto a veces fue un asesinato frío y deliberado de individuos (como con los judíos), a veces una brutalidad y negligencia generalizadas. Las cartas y memorias de los soldados alemanes revelan su terrible razonamiento: los eslavos eran la horda "asiática-bolchevique", una raza inferior pero amenazadora.
Varios oficiales de alto rango de la Wehrmacht, entre ellos Hermann Hoth, Georg von Küchler, Georg-Hans Reinhardt, Karl von Roques, Walter Warlimont y otros, fueron condenados por crímenes de guerra y crímenes de lesa humanidad.

### Lista de Divisiones de Seguridad
- 52.ª División de Seguridad
- 201.ª División de Seguridad
- 203.ª División de Seguridad
- 207.ª División de Seguridad
- 213.ª División de Seguridad
- 221.ª División de Seguridad
- 281.ª División de Seguridad
- 285.ª División de Seguridad
- 286.ª División de Seguridad
- 325.ª división de seguridad
- 390.ª división de seguridad
- 391.ª División de Seguridad
- 403.ª División de Seguridad
- 444.ª División de Seguridad
- 454.ª División de Seguridad
- 707.ª División de Infantería